# Glysterus laeviscutatus
Espèce
Synonymes
- Phalacrobunus laeviscutatus Roewer, 1943

Glysterus laeviscutatus est une espèce d'opilions laniatores de la famille des Ampycidae.

## Distribution
Cette espèce est endémique de la province de Limón au Costa Rica. Elle se rencontre vers Siquirres.

## Description
Le mâle syntype mesure 5 mm et la femelle syntype 5 mm.

## Systématique et taxinomie
Cette espèce a été décrite sous le protonyme Phalacrobunus laeviscutatus par Roewer en 1943. Elle est placée dans le genre Glysterus par Kury en 2003.

## Publication originale
- Roewer, 1943 : « Über Gonyleptiden. Weitere Weberknechte (Arachn., Opil.) XI. » Senckenbergiana, vol. 26, p. 12–68.